# Bythocythere
Bythocythere is een geslacht van kreeftachtigen uit de klasse van de Ostracoda (mosselkreeftjes).

## Soorten
- Bythocythere alata Yajima, 1987 †
- Bythocythere arenicola Behrens, 1991
- Bythocythere armata Chapman, 1902
- Bythocythere bensoni Ruggieri, 1976 †
- Bythocythere bicristata Brady & Norman, 1889
- Bythocythere bifurcata (Puri, 1954) Hulings, 1967
- Bythocythere bilobata Hulings, 1967
- Bythocythere boldi Bonaduce, Ruggieri, Russo & Bismuth, 1992 †
- Bythocythere bradleyi Athersuch, Horne & Whittaker, 1983
- Bythocythere bradyi Sars, 1926
- Bythocythere bulba Swanson, 1979
- Bythocythere carinata (Hu, 1983)
- Bythocythere constricta Sars, 1866
- Bythocythere convexidorsa Zhao, 1985
- Bythocythere costata Bertels, 1973 †
- Bythocythere dromedaria Sars, 1866
- Bythocythere eifeliensis Chapman, 1921 †
- Bythocythere elliptica Colalongo & Pasini, 1980 †
- Bythocythere elongata Brady, Crosskey & Robertson, 1874 †
- Bythocythere eugeneschornikovi Yasuhara, Okahashi & Cronin, 2009
- Bythocythere exigua Brady, 1880
- Bythocythere exornata Gou in Gou, Zheng & Huang, 1983 †
- Bythocythere faceta Luebimova, 1955 †
- Bythocythere fernandodebueni Hartmann, 1965
- Bythocythere flacca Gramm, 1963 †
- Bythocythere gangamus Zhao (Yi-Chun) (Quan-Hong) in Wang et al., 1988
- Bythocythere incurvata Bertels, 1973 †
- Bythocythere intermedia Elofson, 1938
- Bythocythere ishizakii Yajima, 1987 †
- Bythocythere keblei Chapman & Crespin in Chapman, Crespin & Keble, 1928 †
- Bythocythere kueneni Keij, 1953
- Bythocythere laevigata Egger, 1901
- Bythocythere magellanica Whatley, Moguilevsky, Toy, Chadwick, Ramos, 1997
- Bythocythere maisakensis Ikeya & Hanai, 1982
- Bythocythere mawsoni Chapman, 1919
- Bythocythere megapteroidea Zhao, 1985
- Bythocythere minima Bonaduce, Ciampo & Masoli, 1976
- Bythocythere mylaensis Sciuto, 2009 †
- Bythocythere neerlandica Kuiper, 1918 †
- Bythocythere parvalata Zhao (Yi-Chun) (Quan-Hong) in Wang et al., 1988
- Bythocythere parvula Ciampo, 1986 †
- Bythocythere punctatula Bertels, 1973 †
- Bythocythere puncticulata Ruggieri, 1976 †
- Bythocythere recta (Brady, 1868) Brady & Norman, 1889
- Bythocythere recurva Brady & Norman, 1889
- Bythocythere reticulum Seguenza, 1885
- Bythocythere retiolata Chapman, 1910
- Bythocythere retusa Brady, 1886
- Bythocythere robinsoni Athersuch, Horne & Whittaker, 1983
- Bythocythere rocana Bertels, 1973 †
- Bythocythere sinuosa Zhao (Yi-Chun) (Quan-Hong) in Wang et al., 1988
- Bythocythere solisdeus Sciuto, 2012 †
- Bythocythere triebeli Bertels, 1969 †
- Bythocythere tuberculata Chapman, 1910
- Bythocythere turgida Sars, 1866
- Bythocythere undulata (Speyer, 1863) Lienenklaus, 1894 †
- Bythocythere variabilis Carbonnel, 1969 †
- Bythocythere velifera Brady, 1880
- Bythocythere zetlandica Athersuch, Horne & Whittaker, 1983